# Пшибрам, Рихард
Рихард Пшибрам ("Рихард Прибрам"; нем. "Richard Прибрам" (также "Přibram"); 21 апреля 1847, Прага — 7 января 1928, Берлин) — химик, ректор Черновицкого университета в 1891-1892 учебном году.

## Биография
Высшее образование получил в университетах Праги и Мюнхена.
После окончания учебы работал ассистентом зоотехнической лаборатории в Праге.
Получив в Праге учёную степень доктора философии, с 1870 года был сотрудником химической лаборатории в Лейпциге.
Через некоторое время, Пшибрам вернулся в Прагу, где и началась его научная карьера — с должности ассистента химического отделения физиологического факультета местного университета, а уже через два года он стал приват-доцентом.
В 1874 году его пригласили в Черновицкую высшую (фактически среднюю) ремесленную школу профессором общей и аналитической химии и химических технологий.
Через год Пшибрам переходит на работу в новосозданный Черновицкий университет, сначала как внештатный профессор общей и аналитической химии и заведующим кафедрой химии, а с 1879 года как штатный профессор.
В 1883-1884 учебном году был избран деканом философского факультета, он также был членом государственной экзаменационной комиссии.
В 1891-1892 учебном году Рихард Пшибрам был избран ректором Черновицкого университета.
Как химик он провел анализ минеральных источников Буковины, и с Алоисом Ганделом он исследовал вязкость различных органических соединений.
В 1905 году назначен на должность тайного советника.
После выхода на пенсию в 1906 году он переехал как лектор в Вену.
Его сын, Бруно Оскар Пшибрам, был известным хирургом.
Умер Рихард Пшибрам 7 января 1928 года в Берлине, похоронен на военном кладбище (de:Friedhof Heerstraße).

## Научные публикации (Печатались на немецком языке)
- «Руководство по испытаниям и анализу лекарственных средств для фармацевтов, химиков, врачей и медицинских работников» (в соавторстве, 1893).
- «Новый метод исследования молока»;
- «О специфических свойствах жидкости и их отношению к химическому составу»;
- «Количественные показатели фосфорной кислоты»;
- «Подробное руководство по химии» и другие.